# O que arde
O que arde är en galiciskspråkig dramafilm från 2019 regisserad av Óliver Laxe. Filmen spelades in i Serra dos Ancares-området i Galicien, och många skådespelare i filmen är lokalbor som inte saknar tidigare professionell erfarenhet som skådespelare.

## Handling
Berättelsen utspelar sig i bergskedjan Serra dos Ancares i den galiciska provinsen Lugo i nordvästra Spanien. Den handlar om Amador Coro, som nyligen har frigivits från fängelse efter att ha dömts för mordbrand, för en anlagd brand i de täta skogarna som täcker de lokala bergen. När han återvänder för att bo med sin mor Benedicta på hennes bondgård lever han ett stillsamt liv, tar hand om hennes kor och undviker onödig kontakt med andra människor. Men när en ny stor skogsbrand ödelägger området väcks misstänksamheten mot honom till liv igen, på grund av hans tidigare dom för mordbrand.
 

## Mottagande
År 2019 tilldelades Benedicta Sánchez Castelao-medaljen av Galiciens regionalpresident för sin roll som modern i filmen. Medaljen delas ut till personer som främjar galicisk kultur.
| 2020 | Goyapriset | Bästa film                | Bästa film        | Nominerad | [ 3 ] |
| 2020 | Goyapriset | Bästa regi                | Oliver Laxe       | Nominerad | [ 3 ] |
| 2020 | Goyapriset | Bästa kvinnliga nykomling | Benedicta Sánchez | Vann      | [ 3 ] |
| 2020 | Goyapriset | Bästa foto                | Mauro Herce       | Vann      | [ 3 ] |